# Hans von Luck (General)
Hans Philipp August von Luck (* 26. März 1775 in Müncheberg; † 8. Januar 1859 in Potsdam) war ein preußischer General der Infanterie und Ritter des Schwarzen Adlerordens.

## Leben

### Herkunft
Hans Philipp August von Luck stammte aus einer Familie des schlesischen Uradels, die mit Thymo de Luccene 1253 zuerst urkundlich erscheint und sich später über die Neumark und Großpolen weiter verbreitet. Er war der Sohn des Geheimrates und Kammerpräsident der preußischen Regierung in Kleve Ludolf Wilhelm von Luck und Witten (1742–1820) und dessen Ehefrau Friederike Christiane Sophie, geborene von Goertzke (1738–1801) aus dem Hause Friedersdorf.

### Militärkarriere
Luck war seit Juli 1785 zunächst Kadett in Berlin und kam zwei Jahre später an die École militaire. Dort erlernt er u. a. die französische Sprache. Am 28. Februar 1793 wurde er als Fähnrich im Infanterieregiment „Jung-Schwerin“ der Preußischen Armee angestellt. Da es sich bei diesem Truppenteil um ein immobiles Regiment handelte, bat Luck um seine Versetzung. Er kam daraufhin am 19. Januar 1794 zum Infanterieregiment „von Knobelsdorff“, das zu diesem Zeitpunkt im Winterquartier bei Nierstein lag. Während des Feldzuges 1794/95 gegen das revolutionäre Frankreich nahm er als Sekondeleutnant und Ordonnanzoffizier an der Schlacht bei Kaiserslautern sowie dem Gefecht bei Johanniskreuz teil. Anfang Januar 1797 wurde Luck Adjutant beim Grenadierbataillon „von Rabiel“ in Potsdam. Neben dem Truppendienst widmete er sich die kommenden Jahre militärwissenschaftlichen Studien. Für zwei Jahre war Luck 1803/05 Gouverneur bei der École militaire in Berlin und wurde anschließend als Stabskapitän in das Füsilierbataillon „von Pelet“ nach Bunzlau versetzt. Mit diesem Bataillon nahm er 1806 während des Vierten Koalitionskrieges am Gefecht bei Saalfeld und der Schlacht bei Jena teil. Nach der Niederlage der preußischen Truppen schlug er sich nach Danzig durch und wirkte hier an der Verteidigung der Stadt mit.
Nach dem Frieden von Tilsit folgte am 17. Februar 1809 seine Versetzung in das 1. Schlesische Infanterie-Regiment. Hier avancierte Luck am 22. November 1809 zum Kapitän und Chef der Leibkompanie. Drei Monate später wurde er von diesem Posten entbunden und König Friedrich Wilhelm III. ernannte ihn zu seinem Flügeladjutanten. Unter gleichzeitiger Beförderung zum Major kommandierte man Luck am 21. Juli 1810 als militärischer Begleiter zum Kronprinzen. Zunächst noch in Vertretung, wurde Luck schließlich 1813 zum Gouverneur des Kronprinzen ernannt. In dieser Stellung war er während der Befreiungskriege zunächst im Hauptquartier von Blücher und beteiligte sich an den Schlachten bei Großgörschen und Bautzen. Während des Herbstfeldzuges 1813 wechselt Luck mit dem Kronprinzen in das Hauptquartier von Kleist über und nahm in den folgenden Monaten an den Schlachten bei Leipzig, Brienne sowie Bar-sur-Aube teil. Zwischenzeitlich zum Oberst aufgestiegen, zeichnete ihn der König nach der Schlacht bei Paris persönlich mit dem Eisernen Kreuz I. Klasse aus. Unter Belassung in seiner bisherigen Stellung wurde Luck am 20. April 1814 zum Chef der 9. Brigade im II. Armee-Korps ernannt. Krankheitsbedingt erhielt er knapp zwei Monate später die Erlaubnis zur Wiederherstellung seiner Gesundheit nach Bad Pyrmont zu gehen. Im September war Luck wieder dienstfähig und der König ernannte ihn daraufhin zum Brigadechef bei der mobilen Armee am Rhein. Diese Brigade führte er bis zum Beginn des Sommerfeldzuges 1815, um anschließend die 11. Brigade im III. Armee-Korps zu übernehmen. In der Schlacht bei Waterloo konnte er sich mit seinen Truppen besonders bewähren.
Vor dem Zweiten Pariser Frieden wurde Luck nach Münster beordert und am 2. Oktober 1815 zum Generalmajor befördert. Aus seiner Brigade formierte sich im September 1818 die 13. Division, als deren erster Kommandeur Luck bis 1834 fungierte. Zwischenzeitlich war er am 18. Juni 1825 zum Generalleutnant befördert und mit dem Roten Adlerorden I. Klasse mit Eichenlaub ausgezeichnet worden. Für den verstorbenen General Georg Wilhelm von Valentini wurde Luck am 2. Oktober 1834 zum Generalinspekteur des Bildungswesens ernannt. Daneben wirkte er auch als Mitglied der Kommission für die Prüfung militärwissenschaftlicher und technischer Gegenstände. Zudem wurde ihm 1837 auch der Vorsitz der Obermilitärexaminationskommission übertragen. Luck reformierte das Militärbildungswesen in den Bereichen der Kadettenanstalten und der Allgemeinen Kriegsschule in wichtigen Punkten. So waren bspw. sich als Fahnenjunker meldende Abiturienten von der Fähnrichsprüfung befreit und der Ausbildungsgang des Kadettenkorps wurde dem der Gymnasien angepasst.
Nach dem Tod von König Friedrich Wilhelm III. ernannte ihn der ehemalige Kronprinz und nunmehrige König Friedrich Wilhelm IV. unter Belassung in der Stellung als Generalinspekteur zum Generaladjutanten. Mit Patent vom 7. April 1842 wurde Luck am 31. März 1842 zum General der Infanterie befördert. Anlässlich seines 50-jährigen Dienstjubiläums schlug ihn Friedrich Wilhelm IV. am 28. Februar 1843 zum Ritter des Schwarzen Adlerordens. Als besonderer Gunstbeweis überreichte der König dabei seinen eigenen Ordensstern mit der Bestimmung, das dieser von Luck immer anzulegen sei. Für vier Jahre war Luck schließlich noch Präses der General-Ordens-Kommission, bis er am 7. September 1848 von seiner letzten Stellung entbunden wurde.
Seine letzten Lebensjahre verlebte er zurückgezogen in der Villa Quandt, die ihm der König als Ruhesitz zur Verfügung gestellt hatte.

### Familie
Luck hatte sich am 8. November 1815 in der Madeleine in Paris mit Cécile de Saint-Luce Oudaille (1798–1857) verheiratet. Aus dieser Ehe gingen sieben Kinder hervor:
- Ludolf (1817–1895), preußischer Staatsanwalt und Politiker[2]

⚭ 1847 Julie Ebers (1822–1848)
⚭ 1860 Ida von Barner (1826–1898)
- Ferdinand (1818–1878), preußischer Oberst a. D.
- Gustav (1820–1867), preußischer Major a. D. ⚭ 1844 Luise von der Lanken-Wakenitz
- Cäcilie (* 1822) ⚭ 1848 August Freiherr von Ketteler († 27. Juli 1853), Major a. D.
- Fritz (1825–1883), preußischer Major a. D., Sekretär der Geheimen Kriegskanzlei
- Eduard (1828–1858), katholischer Pfarrer, Franziskaner
- Luise (1833–1873) ⚭ Hermann von Schenck (1824–1911), preußischer Generalleutnant